# Banchinae
Banchinae es una subfamilia de avispas parasitoides icneumónidas, con alrededor de 1500 especies; los géneros Glypta y Lissonota son muy numerosos. Las tribus Banchini, Glyptini y Atrophini son de distribución mundial.
Anteriormente Lycorininae, Neorhacodinae y Stilbopinae se incluían dentro de Banchinae; pero trabajos más recientes las colocan en otras familias.
Todas las avispas de esta subfamilia son endoparasitoides de Lepidoptera. Los miembros de la tribu Glyptini parasitan a Tortricoidea, los de Atrophini parasitan a una amplia gama de polillas pequeñas. Las especies de Lissonota tienen un ovipositor largo que les permite depositar los huevos en orugas que viven bajo la corteza de los árboles, como Cossidae. Banchinae y Campopleginae son las únicas subfamilias de Ichneumonidae que poseen polidnaviruses que sirven para proteger a sus larvas.

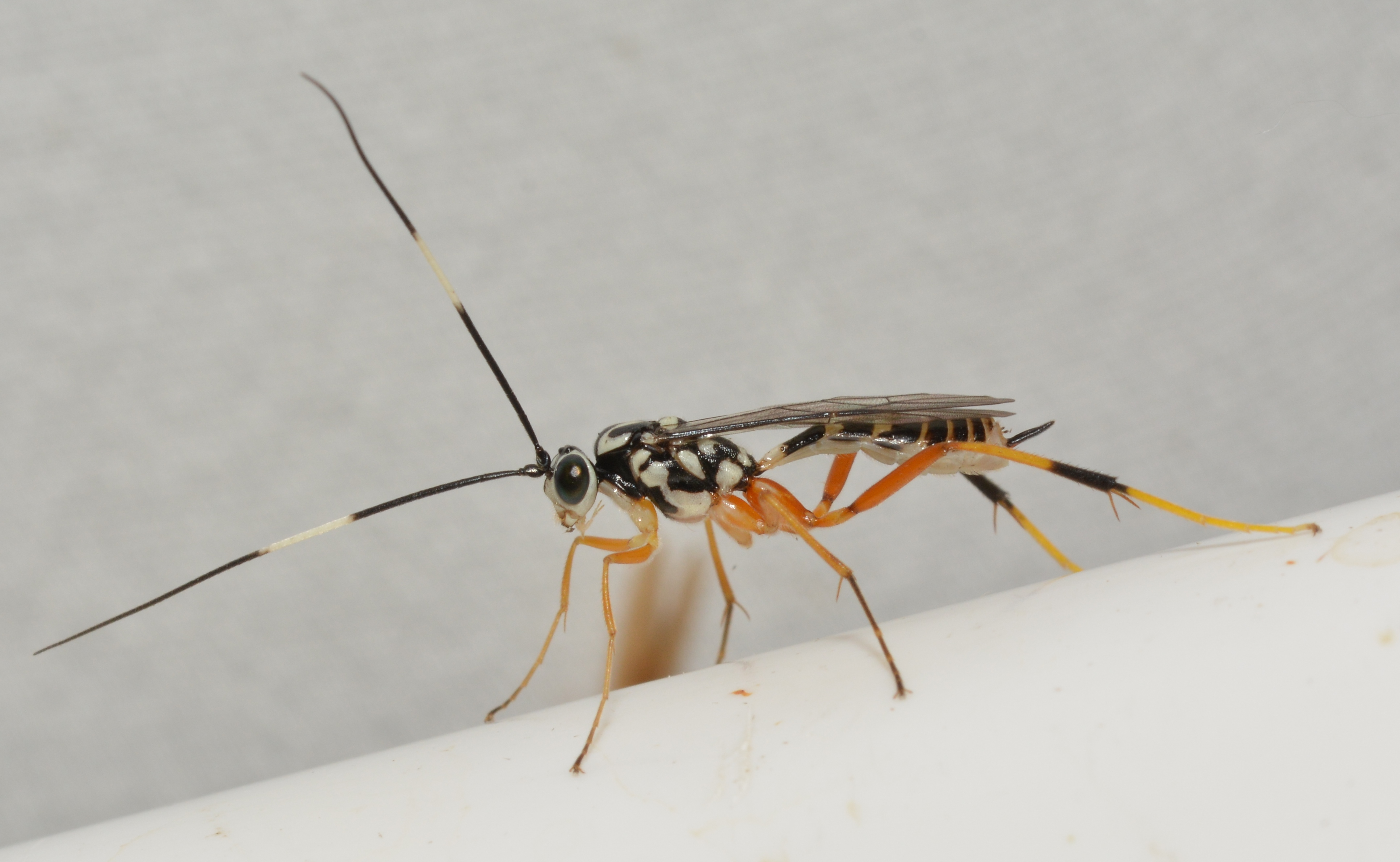
Atrophini: Diradops bethunei

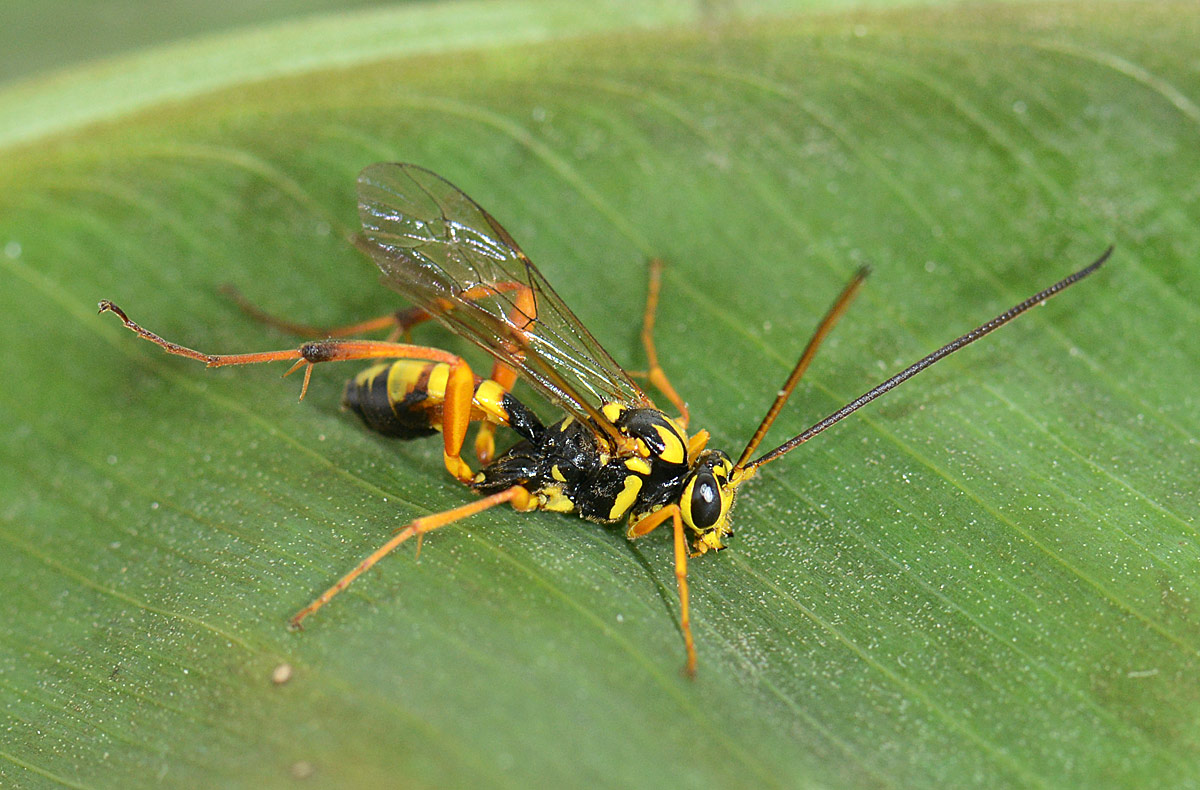
Banchini: Banchus volutatorius

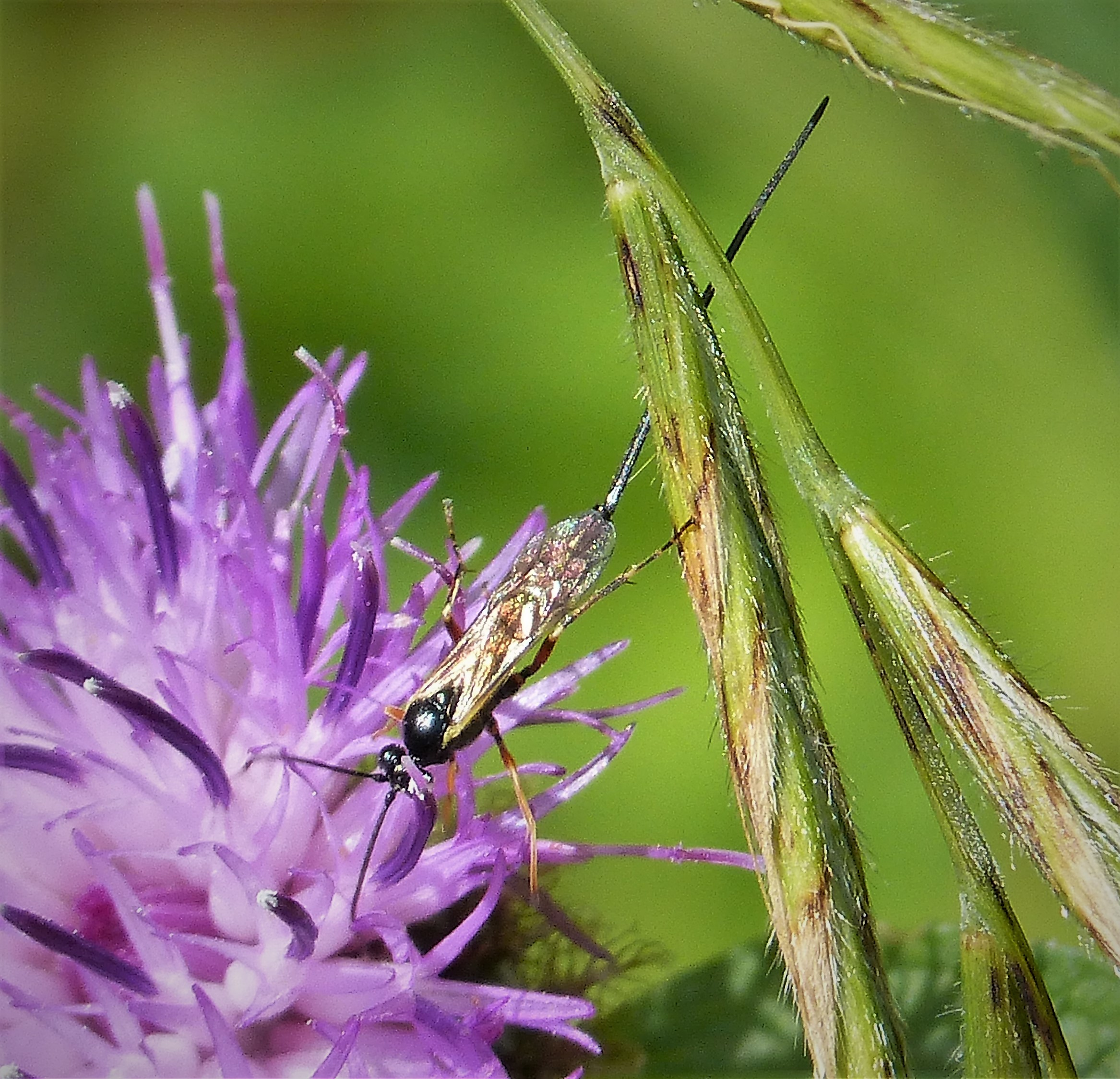
Glyptini: Glypta sp.

## Géneros
Hay 47 géneros:
- Agathilla Westwood, 1882 c g b
- Alloplasta Förster, 1869 c g
- Amphirhachis Townes, 1969 c g
- Apophua Morley, 1913 c g
- Arenetra Holmgren, 1859 c g b
- Atropha Kriechbaumer, 1894 c g
- Australoglypta Gauld, 1977 c g
- Banchopsis Rudow, 1886 c g
- Banchus Fabricius, 1798 c g b
- Brachychroa Townes & Townes, 1978 c g
- Catadacus Townes, 1969 c g
- Cecidopimpla Brèthes, 1920 c g
- Cephaloglypta Obrtel, 1956 c g
- Ceratogastra Ashmead, 1900 c g b
- Cryptopimpla Taschenberg, 1863 c g b
- Diradops Townes, 1946 c g b
- Eudeleboea Blanchard, 1936 g
- Exetastes Gravenhorst, 1829 c g b
- Geraldus Fitton, 1987 c g
- Glypta Gravenhorst, 1829 c g b
- Glyptopimpla Morley, 1913 c g
- Helotorus Townes, 1978 c g
- Himertosoma Schmiedeknecht, 1900 c g
- Isomeris Townes, 1969
- Leptobatopsis Ashmead, 1900 c g
- Levibasis Townes, 1969 c g
- Lissonota Gravenhorst, 1829 c g b
- Lissonotidea Hellen, 1949 c g
- Loxodocus Townes, 1969 c g
- Mnioes Townes, 1946 c g
- Neoexetastes Graf, 1984 c g
- Odinophora Förster, 1869 c g
- Philogalleria Cameron, 1912 c g
- Rynchobanchus Kriechbaumer, 1894 c g
- Sachtlebenia Townes, 1963 c g
- Sjostedtiella Szépligeti, 1908 c g
- Sphelodon Townes, 1966 c g b
- Spilopimpla Cameron, 1904 c g
- Stilbops Förster, 1869 c g
- Syzeuctus Förster, 1869 c g
- Teleutaea Förster, 1869 c g
- Tetractenion Seyrig, 1932 c g
- Tossinola Viktorov, 1958 c g
- Tossinolodes Aubert, 1984 c g
- Townesion Kasparyan, 1993 c g
- Zaglyptomorpha Viereck, 1913 c g
- Zygoglypta Momoi, 1965

Fuentes: i = ITIS, c = Catalogue of Life, g = GBIF, b = Bugguide.net